# Olympijský slib

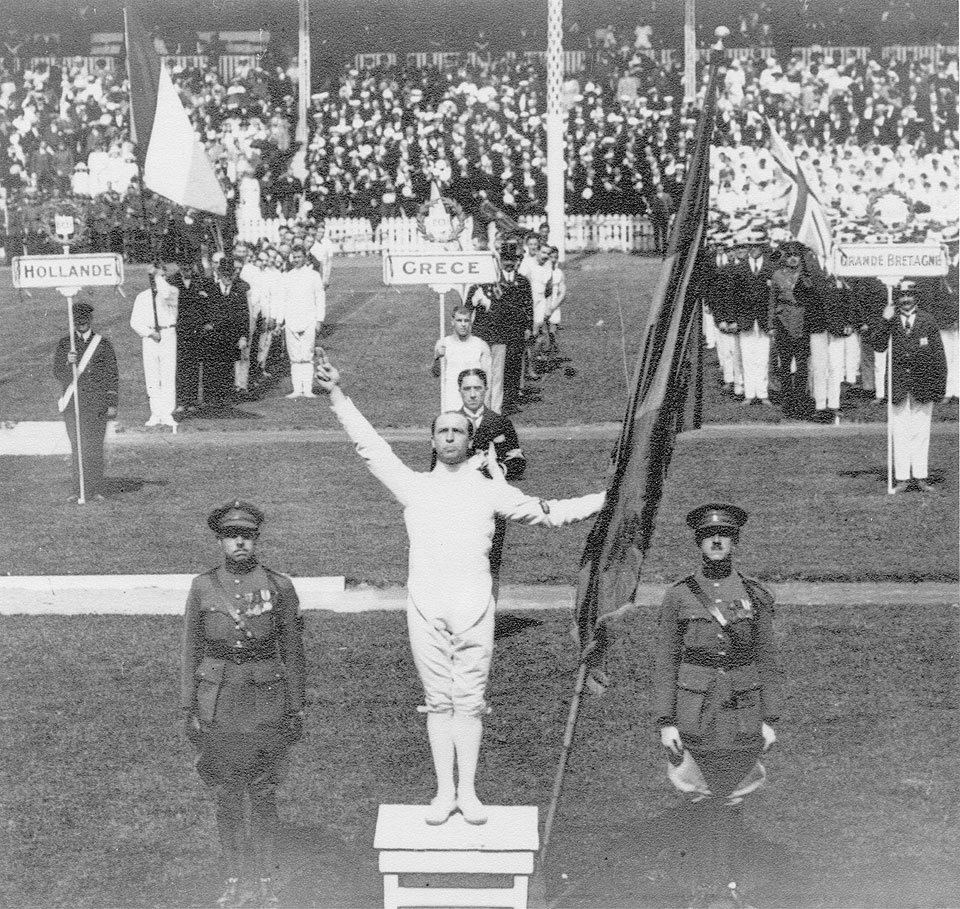
Belgický desetibojař Victor Boin přednesl první olympijský slib na letních olympijských hrách 1920 v Antverpách.

Olympijský slib přednáší sportovec a rozhodčí v průběhu zahajovacího ceremoniálu olympijských her. 
Sportovec z pořadatelské země drží cíp olympijské vlajky a přednáší slova slibu:
Jménem všech závodníků slibuji, že vystoupíme na olympijských hrách jako čestní soupeři, poslušni pravidel, která je řídí, za sport bez dopingu a drog, v rytířském duchu pro slávu sportu a čest našich družstev.
Rozhodčí, také z pořadatelské země, slibuje podobným způsobem s cípem olympijské vlajky v ruce:
Jménem všech rozhodčích a činovníků slibuji, že na těchto olympijských hrách splníme nám uložené úkoly ve vší nestrannosti, s úctou k řádům a věrni zásadám sportovního ducha.
Od letních olympijských her mládeže v roce 2010 byl přidán další slib, a to za trenéry z pořadatelské země:
Jménem všech trenérů a dalších členů doprovodu závodníků slibuji, že se zcela zavazujeme podporovat a dodržovat zásady sportovního ducha a hry fair play v souladu se základními principy olympismu.

## Historie
Olympijský slib napsal baron Pierre de Coubertin a poprvé zazněl na slavnostním zahájení letních olympijských her 1920 v Antverpách. Text olympijského slibu se v průběhu let mírně měnil, desetibojař Victor Boin v roce 1920 říkal:
Přísaháme. Zúčastníme se těchto olympijských her v rytířském duchu, pro čest naší země a slávu sportu.
Později bylo slovo "přísaháme" zaměněno za "slibujeme" a "země" za "družstvo". Část týkající se dopingu byla doplněna až pro Letní olympijské hry 2000.
Rozhodčí skládali první slib na letních olympijských hrách 1972 v Mnichově.

## Sportovci a rozhodčí, kteří skládali slib
| Olympijské hry            | Sportovec                                   | Rozhodčí                     | Trenér              |
| ------------------------- | ------------------------------------------- | ---------------------------- | ------------------- |
| Letní olympijské hry 1920 | Victor Boin                                 | -                            |                     |
| ZOH 1924                  | Camille Mandrillon                          | -                            |                     |
| Letní olympijské hry 1924 | Georges André                               | -                            |                     |
| ZOH 1928                  | Hans Eidenbenz                              | -                            |                     |
| Letní olympijské hry 1928 | Harry Dénis                                 | -                            |                     |
| ZOH 1932                  | Jack Shea                                   | -                            |                     |
| Letní olympijské hry 1932 | George Calnan                               | -                            |                     |
| ZOH 1936                  | Wilhelm Bogner                              | -                            |                     |
| Letní olympijské hry 1936 | Rudolf Ismayr                               | -                            |                     |
| ZOH 1948                  | Bibi Torriani                               | -                            |                     |
| Letní olympijské hry 1948 | Don Finlay                                  | -                            |                     |
| ZOH 1952                  | Torbjorn Falkanger                          | -                            |                     |
| Letní olympijské hry 1952 | Heikki Savolainen                           | -                            |                     |
| ZOH 1956                  | Giuliana Chenalová - Minuzzová              | -                            |                     |
| Letní olympijské hry 1956 | John Landy Henri Saint Cyr                  | -                            |                     |
| ZOH 1960                  | Carol Heissová                              | -                            |                     |
| Letní olympijské hry 1960 | Adolfo Consolini                            | -                            |                     |
| ZOH 1964                  | Paul Aste                                   | -                            |                     |
| Letní olympijské hry 1964 | Takaši Ono                                  | -                            |                     |
| ZOH 1968                  | Leo Lacroix                                 | -                            |                     |
| Letní olympijské hry 1968 | Pablo Garrido                               | -                            |                     |
| ZOH 1972                  | Keiči Suzuki                                | Fumio Asaki                  |                     |
| Letní olympijské hry 1972 | Heidi Schüllerová                           | Heinz Pollay                 |                     |
| ZOH 1976                  | Werner Delle - Karth                        | Willy Köstinger              |                     |
| Letní olympijské hry 1976 | Pierre St.-Jean                             | Maurice Fauget               |                     |
| ZOH 1980                  | Eric Heiden                                 | Terry McDermott              |                     |
| Letní olympijské hry 1980 | Nikolaj Andrianov                           | Alexandr Medveď              |                     |
| ZOH 1984                  | Bojan Križaj                                | Dragan Perović               |                     |
| Letní olympijské hry 1984 | Edwin Moses                                 | Sharon Weberová              |                     |
| ZOH 1988                  | Pierre Harvey                               | Suzanna Morrowová-Francisová |                     |
| Letní olympijské hry 1988 | Hur Če                                      | Son Mi-na                    |                     |
| ZOH 1992                  | Surya Bonalyová                             | Pierre Bornat                |                     |
| Letní olympijské hry 1992 | Luis Doreste Blanco                         | Eugeni Asensio               |                     |
| ZOH 1994                  | Vegard Ulvang                               | Kari Karingová               |                     |
| Letní olympijské hry 1996 | Teresa Edwardsová                           | Hobie Billingsley            |                     |
| ZOH 1998                  | Kendži Ogiwara                              | Džunko Hiramacuová           |                     |
| Letní olympijské hry 2000 | Rechelle Hawkesová                          | Peter Kerr                   |                     |
| ZOH 2002                  | Jimmy Shea                                  | Allen Church                 |                     |
| Letní olympijské hry 2004 | Zoe Dimoshakiová                            | Lazaros Voreadis             |                     |
| ZOH 2006                  | Giorgio Rocca                               | Fabio Bianchetti             |                     |
| Letní olympijské hry 2008 | Čang I-ning                                 | Huang Liping                 |                     |
| ZOH 2010                  | Hayley Wickenheiserová                      | Michel Verrault              |                     |
| Letní olympijské hry 2012 | Sarah Stevenson                             | Mik Basi                     | Eric Farrell        |
| ZOH 2014                  | Ruslan Zacharov                             | Vjačeslav Vedenin            | Anastasia Popkovová |
| Letní olympijské hry 2016 | Robert Scheidt                              | Martinho Nobre               | Adriana Santos      |
| ZOH 2018                  |                                             |                              |                     |
| Letní olympijské hry 2020 |                                             |                              |                     |
| ZOH 2022                  |                                             |                              |                     |
| Letní olympijské hry 2024 | Florent Manaudou Mélina Robertová-Michonová |                              |                     |